# Douadic
Douadic település Franciaországban, Indre megyében. Lakosainak száma 473 fő (2022. január 1.). Douadic Le Blanc, Lingé, Lureuil, Pouligny-Saint-Pierre és Rosnay községekkel határos.

## Népesség
A település népességének változása:
| Lakosok száma | 675  | 518  | 486  | 421  | 473  | 454  | 445  | 441  | 452  | 473  |
|               | 1968 | 1982 | 1990 | 2006 | 2013 | 2015 | 2017 | 2019 | 2020 | 2022 |